# アラン・ハットン
アラン・ハットン（Alan Hutton, 1984年11月30日 - ）は、スコットランド・グラスゴー出身の元同国代表の元サッカー選手。ポジションは右サイドバック。

## 経歴

### クラブ

#### レンジャーズ

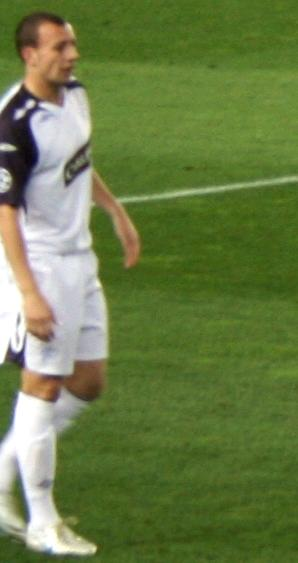
カンプ・ノウで行われたUEFAチャンピオンズリーグFCバルセロナ戦でのレンジャーズFC時代のハットン

2000年にレンジャーズFCの下部組織に入団し、2002年12月22日にスコティッシュ・プレミアリーグのパーティック・シッスル戦でプロ初出場を飾る。同2002-02シーズンは、1試合のみの出場に終わった。2003-04シーズンは11試合と出場数を増加させ、2004年3月23日のアイブロックス・スタジアムでのダンファームリン・アスレティックFC戦ではプロ初得点を挙げた。翌2004-05シーズンは12試合に出場し、リーグとスコティッシュリーグカップの2冠を獲得しているが、2005年2月のキルマーノックFC戦で足を骨折したことで8ヶ月の離脱となった。
大怪我から復帰した2005-06シーズンは、右サイドバックの定位置をフェルナンド・リックセンと競合しながらも公式戦23試合に出場。リックセン退団後は右サイドバックの1番手としての地位を確立しており、そのプレーが評価され、2007年夏には新たに契約を5年締結。UEFAチャンピオンズリーグ 2007-08のVfBシュトゥットガルト戦やオリンピック・リヨン戦での勝利に貢献するパフォーマンスは、強豪マンチェスター・ユナイテッドFCを率いるアレックス・ファーガソン監督から称賛された。
6シーズン在籍したレンジャーズでは、リーグ戦において、ダンファームリン・アスレティック戦とハイバーニアンFC戦での得点を含め94試合2得点を記録。UEFAカップ 2005-06のパルチザン・ベオグラード戦、スコティッシュカップのイースト・スターリングシャーFC戦でも得点した。

#### トッテナム

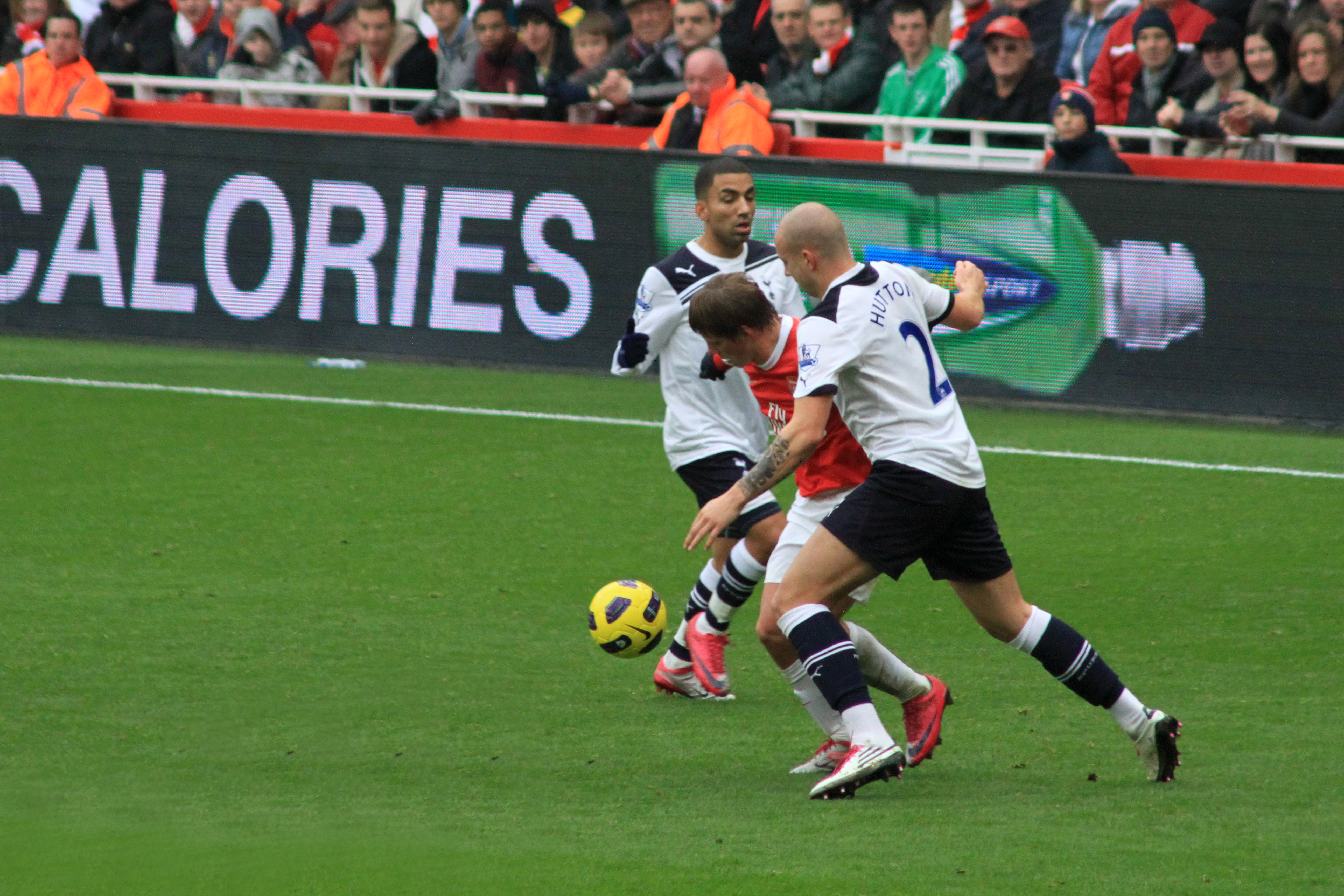
アーセナル・スタジアムでのアーセナルFC戦において、アンドレイ・アルシャビンをマークするハットン (2010)

2007-08シーズン中の1月の移籍市場において、プレミアリーグ (イングランド1部)のトッテナム・ホットスパーFCから移籍金800万ポンドのオファーがくる。クラブ間合意となったものの、ハットン自身が拒否したことで、内容が向上した2度目のオファーがされ、最終的に1月30日に移籍金900万ポンドでトッテナムと契約した。2月2日のマンチェスター・ユナイテッド戦で初出場を飾り、マン・オブ・ザ・マッチに輝いた。
サンダーランドへの期限付き移籍
ヴェドラン・チョルルカとの定位置争いに破れ、2010年2月1日にサンダーランドAFCへ2009-10シーズン終了までの期限付き移籍をする。ウィガン・アスレティックFC戦で初出場を飾って以来、スティーヴ・ブルース監督に感銘を与え、ハットン自身もサンダーランドでの生活が満足だったことで完全移籍を希望していたものの、トッテナムの要求額の為に実現しなかった。なお、4月24日のハル・シティAFC戦において、ジョジー・アルティドールへのタックルでレッドカードを提示されている。
トッテナム復帰
サンダーランドへの完全移籍に失敗し、トッテナムに復帰したハットンは、ウルヴァーハンプトン・ワンダラーズFCとの2010-11シーズン開幕戦において、ペナルティーキックを獲得して新加入ラファエル・ファン・デル・ファールトの得点をアシストすると、90分には自身も得点を挙げる最高のスタートを切っており、以来、チョルルカとの右サイドバックの定位置争いに一歩先んじてシーズンの大半を先発務め、UEFAチャンピオンズリーグ 2010-11では準決勝進出に貢献した。しかし、2011年4月に膝の負傷に苦しんだことで残り試合を全休することになり、公式戦26試合に終わった。翌2011-12シーズンは、期限付き移籍でアストン・ヴィラFCに出されていたカイル・ウォーカーの復帰に伴い定位置を追いやられると、ウォーカーと入れ替わるかのように移籍金300万でアストン・ヴィラへの移行の噂が立った。アストン・ヴィラへ移籍後、ハットンはトッテナムで師事したハリー・レドナップ監督に対し、ユースチームと練習をさせられるなど、除け者にされたと非難した。

#### アストン・ヴィラ
2011年8月31日にレンジャーズ時代に師事したアレックス・マクリーシュ監督率いるアストン・ヴィラFCへ同僚のジャーメイン・ジェナスと共に移籍し、4年契約を締結する。9月10日のエヴァートンFC戦で初出場を飾った。10月22日のウェスト・ブロムウィッチ・アルビオンFC戦において、シェーン・ロングに対するタックルで全治6週間となる膝の怪我を負わすと、同試合中に警告すら与えられなかったことが議論を呼び、相手のロイ・ホジソン監督から悪質と非難されており、味方のピーター・グラント助監督とマクリーシュ監督からは擁護された。右サイドバックの1番手として2011-12シーズンを終了したものの、新たに就任したポール・ランバート監督の信頼を得られず、2012年7月6日にシェフィールド・ユナイテッドFCからマシュー・ロートンが加入したことでクラブでの将来が不明瞭なものとなり、それから10日後に発表されたアメリカ合衆国でのプレシーズンツアーに参加する25人の一員から漏れた。この状況に対してハットンは、困難にあることを認めつつ、ファーストチーム復帰へ挑むと語った。
ノッティンガム・フォレストへの期限付き移籍
ランバート監督の構想外といった状況は変わらず、2012年11月22日にチャンピオンシップ (イングランド2部)のノッティンガム・フォレストFCへ2013年1月2日までの期限付き移籍で合意する。加入時にen|ファワズ・アル・ハサウィ会長からクラブにとって重要な人材となると大きな期待を寄せられたハットンは、2日後のウルヴァーハンプトン・ワンダラーズFC戦で初出場を飾ると共にビリー・シャープの得点をアシストする上出来のスタートを切り、以来、右サイドバックの位置で期限付き移籍満了となるまでの試合全てに出場した。
マヨルカへの期限付き移籍
2013年1月29日にプリメーラ・ディビシオン (スペイン1部)のRCDマヨルカへ2012-13シーズン終了までの期限付き移籍に合意し、数日後に正式にクラブの一員として背番号2が手渡された。2013年2月3日のレアル・ソシエダ戦で初出場を飾り、以来、右サイドバックの1番手として、主にアントニオ・ルナと両サイドを支え、アトレティコ・マドリード戦では強力な攻撃陣を擁するチーム相手に無失点に抑えることに貢献。最終的にセグンダ・ディビシオン (2部)へと降格するが、ハットン個人としては成功したシーズンを送ったことで残留を熱望し、クラブ側も完全移籍に動いていた。しかし、2部に降格したチームに金銭的な余裕はなく、残留は叶わなかった。
ボルトンへの期限付き移籍
2度の期限付き移籍を経てアストン・ヴィラに復帰を果たすも、ランバート監督体制では依然として好転せず、2014年2月28日にボルトン・ワンダラーズFCへ1ヶ月の期限付き移籍に出される。2試合でベンチ入りした後、3月11日にプライド・パーク・スタジアムで行われたダービー・カウンティFC戦で初出場を飾った。幾つかの試合で良い印象を与えたことで、3月31日に期限が延長され、ドギー・フリードマン監督の下で最終的に9試合に出場した。
アストン・ヴィラ復帰
様々なクラブへの期限付き移籍から2014年にアストン・ヴィラへ復帰する。2014-15シーズン前の2014年7月17日に行われたマンスフィールド・タウンFC戦において、2シーズンぶりとなるアストン・ヴィラでの試合に出場すると、ダレン・ベントの得点をアシストするなどでアピールしていき、そして、2014-15シーズンは遂に定位置確保に成功した。開幕から4試合無敗と好調なチームの中にあって、全4試合に出場して貢献するプレーが評価されて、9月16日に新たに3年契約を締結。12月7日のレスター・シティFC戦でアストン・ヴィラ加入後初得点を挙げた。

### 代表
U-21、B代表でプレーした後、2007年5月11日にアレックス・マクリーシュ監督によって、クラブでの同僚チャーリー・アダムと共に親善試合のオーストリア戦とUEFA EURO 2008予選のフェロー諸島戦へ向けて初招集され、5月30日のオーストリア戦でアダムと共に後半からスコットランドA代表初出場を飾った。2007年9月のリトアニア戦が公式戦最初の試合だった。

## 個人成績

### クラブでの出場記録
出典:
| クラブ                            | シーズン         | 国内リーグ                     | 国内リーグ | 国内リーグ | カップ | カップ | リーグカップ | リーグカップ | 国際大会 | 国際大会 | 合計 | 合計 |
| クラブ                            | シーズン         | 所属リーグ                     | 出場       | 得点       | 出場   | 得点   | 出場         | 得点         | 出場     | 得点     | 出場 | 得点 |
| --------------------------------- | ---------------- | ------------------------------ | ---------- | ---------- | ------ | ------ | ------------ | ------------ | -------- | -------- | ---- | ---- |
| レンジャーズ                      | 2002-03          | スコティッシュ・プレミアリーグ | 1          | 0          | 0      | 0      | 0            | 0            | 0        | 0        | 1    | 0    |
| レンジャーズ                      | 2003-04          | スコティッシュ・プレミアリーグ | 11         | 1          | 0      | 0      | 0            | 0            | 0        | 0        | 11   | 1    |
| レンジャーズ                      | 2004-05          | スコティッシュ・プレミアリーグ | 10         | 0          | 1      | 0      | 0            | 0            | 1        | 0        | 12   | 0    |
| レンジャーズ                      | 2005-06          | スコティッシュ・プレミアリーグ | 19         | 0          | 0      | 0      | 1            | 0            | 3        | 0        | 23   | 0    |
| レンジャーズ                      | 2006-07          | スコティッシュ・プレミアリーグ | 33         | 1          | 1      | 0      | 2            | 0            | 7        | 1        | 43   | 2    |
| レンジャーズ                      | 2007-08          | スコティッシュ・プレミアリーグ | 20         | 0          | 1      | 1      | 1            | 0            | 9        | 0        | 31   | 1    |
| レンジャーズ                      | 合計             | 合計                           | 94         | 2          | 3      | 1      | 4            | 0            | 21       | 1        | 121  | 4    |
| トッテナム・ホットスパー          | 2007-08          | プレミアリーグ                 | 14         | 0          | 0      | 0      | 1            | 0            | 0        | 0        | 15   | 0    |
| トッテナム・ホットスパー          | 2008-09          | プレミアリーグ                 | 8          | 0          | 0      | 0      | 1            | 0            | 2        | 0        | 11   | 0    |
| トッテナム・ホットスパー          | 2009-10          | プレミアリーグ                 | 8          | 0          | 2      | 0      | 4            | 0            | -        | -        | 14   | 0    |
| トッテナム・ホットスパー          | 2010-11          | プレミアリーグ                 | 21         | 2          | 1      | 0      | 0            | 0            | 4        | 0        | 26   | 2    |
| トッテナム・ホットスパー          | 合計             | 合計                           | 51         | 2          | 3      | 0      | 6            | 0            | 6        | 0        | 66   | 2    |
| サンダーランド (loan)             | 2009-10          | プレミアリーグ                 | 11         | 0          | 0      | 0      | 0            | 0            | -        | -        | 11   | 0    |
| サンダーランド (loan)             | 合計             | 合計                           | 11         | 0          | 0      | 0      | 0            | 0            | -        | -        | 11   | 0    |
| アストン・ヴィラ                  | 2011-12          | プレミアリーグ                 | 31         | 0          | 2      | 0      | 1            | 0            | -        | -        | 34   | 0    |
| アストン・ヴィラ                  | 2012-13          | プレミアリーグ                 | 0          | 0          | 0      | 0      | 0            | 0            | -        | -        | 0    | 0    |
| アストン・ヴィラ                  | 2013-14          | プレミアリーグ                 | 0          | 0          | 0      | 0      | 0            | 0            | -        | -        | 0    | 0    |
| アストン・ヴィラ                  | 2014-15          | プレミアリーグ                 | 30         | 1          | 4      | 0      | 1            | 0            | -        | -        | 35   | 0    |
| アストン・ヴィラ                  | 合計             | 合計                           | 61         | 1          | 6      | 0      | 2            | 0            | -        | -        | 69   | 0    |
| ノッティンガム・フォレスト (loan) | 2012-13          | チャンピオンシップ             | 7          | 0          | 0      | 0      | 0            | 0            | -        | -        | 7    | 0    |
| ノッティンガム・フォレスト (loan) | 合計             | 合計                           | 7          | 0          | 0      | 0      | 0            | 0            | -        | -        | 7    | 0    |
| マヨルカ (loan)                   | 2012-13          | プリメーラ・ディビシオン       | 17         | 0          | 0      | 0      | 0            | 0            | -        | -        | 17   | 0    |
| マヨルカ (loan)                   | 合計             | 合計                           | 17         | 0          | 0      | 0      | 0            | 0            | -        | -        | 17   | 0    |
| ボルトン・ワンダラーズ (loan)     | 2013-14          | チャンピオンシップ             | 9          | 0          | 0      | 0      | 0            | 0            | -        | -        | 9    | 0    |
| ボルトン・ワンダラーズ (loan)     | 合計             | 合計                           | 9          | 0          | 0      | 0      | 0            | 0            | -        | -        | 9    | 0    |
| キャリア通算成績                  | キャリア通算成績 | キャリア通算成績               | 250        | 5          | 12     | 1      | 12           | 0            | 27       | 0        | 301  | 6    |

### 代表での成績
出典:
| スコットランド代表 | スコットランド代表 | スコットランド代表 |
| 年                 | 出場               | 得点               |
| ------------------ | ------------------ | ------------------ |
| 2007               | 6                  | 0                  |
| 2008               | 2                  | 1                  |
| 2009               | 6                  | 0                  |
| 2010               | 4                  | 0                  |
| 2011               | 5                  | 0                  |
| 2012               | 5                  | 0                  |
| 2013               | 10                 | 0                  |
| 2014               | 5                  | 0                  |
| 2015               | 2                  | 0                  |
| Total              | 45                 | 0                  |

## 獲得タイトル
クラブ
 レンジャーズFC
- スコティッシュ・プレミアリーグ : 2004-05

 トッテナム・ホットスパーFC
- フットボールリーグカップ : 2007-08